# Pax Nordica
Pax Nordica är en årlig konferens i Umeå om säkerhetspolitiska frågor i vid mening i nordligaste Europa, och hur dessa på olika sätt påverkar Sverige. 
Konferensen, som brukar äga rum på våren, har anordnats sedan 1994 av Umeå universitet, Allmänna försvarsföreningen i Västerbotten, FOI och Umeå kommun. Talare och inbjudna till Pax Nordica brukar vara forskare – bland annat freds- och konfliktforskare, historiker, jurister och statsvetare – samt ambassadörer, militärer och säkerhetspolitiska analytiker, men hela konferensen är öppen för allmänheten.
Koordinator för Pax Nordica är sedan 2009 Niklas Eklund, universitetslektor i statsvetenskap vid Umeå universitet.

## De senaste årens teman
- 2008 – Arktis – arena för upprustning, utveckling eller uppvärmning?
- 2009 – Strategier för fred och säkerhet [1]
- 2011 – Är Ryssland missförstått? Säkerhet, utveckling och omvärldsrelationer [2]
- 2012 – Nya hot och risker i en ny tid [3]
- 2013 – Militär teknikutveckling – hot eller löfte?
- 2014 – Finns det några hot mot fred och stabilitet i Norra Europa? [4]
- 2016 – Vad händer med säkerheten i Arktis? [5]
- 2017 – Finlands sak är vår – gäller det fortfarande?
- 2018 – Skymningsläge eller gryningsläge?[6]